# برونگورن
برونگورن (به لاتین: Brunegghorn) یک کوه در سوئیس است که در کانتون وله واقع شده‌است. برونگورن ۳٬۸۳۳ متر بالاتر از سطح دریا واقع شده‌است.